# ODX
ODX (Open Diagnostic Data eXchange) — модель данных для описания диагностического обеспечения транспортного средства посредством языка XML. Модель данных ODX создана для унификации представления диагностических данных в процессе разработки, производства и эксплуатации транспортного средства и определена стандартом ISO 22901-1:2008.

## История
Работа над стандартом ODX началась в 2002 году группой специалистов ASAM. Первая версия стандарта была опубликована в 2004 году, она имеет название ASAM MCD-2D и является спецификацией формата ODX версии 2.0. Изначально формат ODX был предназначен для параметризации диагностических сканеров. ODX файл содержал всю информацию о диагностике отдельных электронных блоков управления и транспортного средства в целом.
Работа над стандартом продолжалась в последующие годы, так в 2005 году была разработана версия ODX 2.0.1, а в 2006 году ODX 2.1.0.
В дальнейшем к работе над стандартом подключается технический комитет Международной организации по стандартизации. В результате совместной работы в 2008 году создается ODX версии 2.2.0, который закрепляется стандартом ASAM и международным стандартом ISO 22901-1.
В 2011 году выходит вторая часть стандарта ISO 22901-2, которая определяет представление данных, связанных с выбросами транспортного средства, в рамках модели данных ODX. Данные о выбросах транспортного средства используются для контроля его состояния и пригодности к эксплуатации и ранее были заданы стандартами OBD.
В 2018 году выходит третья часть стандарта ISO 22901-3, которая определяет модель данных для представления алгоритмов обнаружения неисправностей в работе транспортного средства. Формат получил название FXD (Fault symptom eXchange Description), он также как и ODX использует XML. Данный формат позиционируется как средство представления логики обнаружения неисправностей, которую реализует электронный блок управления. Формат служит для обмена данными между производителями электронных систем автомобиля и автопроизводителями.

## Область применения
ODX предлагает единый способ представления данных, которые используются на всех этапах жизненного цикла автомобиля, такими его участниками, как производитель электронных блоков управления, автопроизводитель и сервисный центр. ODX предоставляет возможность автоматизировать часть операций на этапах разработки, производства и обслуживания автомобиля. Также ODX создает условия для повторного использования ранее созданных проектов и быстрого переноса с одной платформы на другую.
Рассмотрим основные случаи применения ODX каждым из участников жизненного цикла автомобиля:
Производитель электронных блоков управления использует ODX в следующих случаях:
- автоматическая конфигурация генератора кода для программного обеспечения электронных блоков управления,
- автоматическая конфигурация тестовых систем, которые используются при испытаниях электронных блоков управления,
- автоматическая генерация спецификации диагностического обеспечения электронных блоков управления,
- повторное применение, ранее созданного диагностического обеспечения в новых продуктах.

Автопроизводитель использует ODX в следующих случаях:
- создание исходных требований к диагностическому обеспечению в виде ODX,
- автоматическая конфигурация тестовых систем  для проверки заявленного диагностического функционала электронных блоков управления,
- автоматическая генерация сервисной документации, в которой обычно отражается связь между выявленными неисправностями и их причинами.

Сервисные центры применяют ODX для параметризации диагностических сканеров во время обслуживания автомобиля.

## Содержание
Информация представленная в модели данных ODX разбита на блоки, которые называются пакетами. Назначение, содержание и взаимосвязи пакетов определено в рамках стандарта. 
Ниже приводится краткое описание основных пакетов.
| Пакет              | Описание |
| ------------------ | --- |
| DiagLayerStructure | Пакет DiagLayerStructure определяет иерархическую модель данных, которая включает четыре уровня: - Protocol: коммуникационный протокол обмена данными, например KWP2000 или UDS. - Functional Group: группа из нескольких ЭБУ в рамках одной подсистемы, например трансмиссия, шасси, кузов. - Base Variant: данные общие для группы ЭБУ одного вида. - ECU Variant: конкретный тип ЭБУ. Данная модель также включает хранилище данных для общего доступа из разных уровней. |
| Comparam           | Пакет Comparam содержит параметры, которые определяют тайминги и логику поведения диагностического соединения. Параметры зависят от применяемого протокола. Они используются для настройки стека проколов внешних устройств, таких как D-servers. ODX обеспечивает определение коммуникационных параметров для KWP 2000 on CAN, KWP 2000 on K-Line и UDS on CAN. |
| VehicleInfo        | Пакет VehicleInfo определяет данные, которые описывают автомобиль и доступ к его диагностическому интерфейсу. В первом случае это данные о производителе, модели и типе автомобиля. Во втором случае приводится описание цоколевки диагностического разъема, логической связи с контроллером шлюза или отдельного ЭБУ и описание протокола с его коммуникационными параметрами. |
| DataStream         | Пакет DataStream определяет соединение между диагностическим тестером и ЭБУ на основе сервисов и процедур. Сервисы активируются диагностическим тестером посредством сообщений. Сообщение содержит SID (Service Identifier) и связанные значения параметров. ЭБУ отвечает сообщением. Это сообщение также содержит SID и параметры. Процедура используется для более сложных задач и содержит один или более сервисов. Сообщения в пакете DataStream определены на уровне битовой точности. Данные запрашиваемые из ЭБУ содержаться в сообщениях и могут быть закодированы. Данные могут быть интерпретированы и преобразованы к нужным физическим величинам посредством информации из DOP (data object properties). |
| DataParameter      | Пакет DataParameter определяет простые и сложные объекты данных в диагностическом потоке данных. Простые объекты данных могут быть скалярными величинами или кодами неисправностей. Сложные объекты данных объединяют простые в виде структур, мультиплексированных данных, данных связанных с выбросами, полей и таблиц. Простые данные описаны посредством DOP, которые включают типы данных, методы преобразования (масштабирования), единицы измерения, границы диапазона и другие свойства. Пакет DataParameter также определяет "упаковку" данных в protocol data unit (PDU) и извлечение из него. |
| DynDefined         | Пакет DynDefined содержит описание данных, которые могут быть определены во время работы - динамически определяемых данных. Такие данные включают в себя существующие значения. Этот метод соединения часто используется, когда конфигурация автомобиля может меняться во время или после производства. Кроме того, динамически определяемые данные позволяют объединять различную информацию в одно сообщение и передавать его по запросу диагностического сканера. Такой подход уменьшает нагрузку на шину передачи данных, так как вся необходимая информация передается одним сообщением. Данный пакет содержит информацию, используемую сервисами для определения и чтения динамически определяемых данных.     |
| DataTypes          | Пакет DataTypes содержит типы данных используемые при описании элементов UML модели данных. Этот пакет не определяет типы данных параметров. |
| SessionSecurity    | Пакет SessionSecurity определяет конечный автомат, который обрабатывает два аспекта диагностического соединения: - Условия выполнения диагностических сервисов или процедур. - Состояния и условия перехода между состояниями в результате выполнения диагностических сервисов и процедур. Эта модель определяет диагностические сессии, безопасные состояния и методы перехода между диагностическими сессиями и выполнения аутентификации доступа. |
| AdminInformation   | Пакет AdminInformation обеспечивает информацию используемую при разработке диагностического обеспечения. Административная информация может быть прикреплена к каждому элементу модели данных. Она может содержать имя специалиста ответственного за данный элемент, информацию о его компании, историю ревизий элемента, данные связанные с системой управления версиями и специальные данные, определяемые компанией-разработчиком. |